# Epimetasia eoa
Epimetasia eoa is een vlinder uit de familie van de grasmotten (Crambidae), uit de onderfamilie van de Odontiinae. De wetenschappelijke naam van deze soort is voor het eerst voorgesteld als Neoschoenobia eoa door Edward Meyrick in een publicatie uit 1936.
De soort komt voor in Irak.